# Kyōhei Sorita
Kyōhei Sorita (jap. 反田 恭平 Sorita Kyōhei; ur. 1 września 1994 w Tokio) – japoński pianista i dyrygent. W 2021 zajął drugie miejsce w XVIII Międzynarodowym Konkursie Pianistycznym im. Fryderyka Chopina.

## Biografia
Kyōhei Sorita pochodzi z Tokio. Zaczął naukę gry na fortepianie w wieku czterech lat. Mając lat 11 po raz pierwszy wystąpił jako dyrygent. W 2012 zajął I miejsce w 81. Japońskim Konkursie Muzycznym, zdobywając nagrodę publiczności oraz trzy nagrody specjalne. W 2013 zdobył I miejsce w Międzynarodowym Konkursie Pianistycznym i Orkiestrowym w Cantu. Od 2014 uczył się pod kierunkiem Michaiła Woskriesienskiego w Moskiewskim Konserwatorium Państwowym im. Czajkowskiego. Od 2017 studiuje na Uniwersytecie Muzycznym Fryderyka Chopina w Warszawie pod kierunkiem Piotra Palecznego. Od 2022 uczy też się dyrygentury w Wiedniu, a jego mentorem jest Yūji Yuasa.
Występował jako solista z takimi orkiestrami jak Deutsches Symphonie-Orchester Berlin, Orkiestra Teatru Maryjskiego w Petersburgu, Orchestra Sinfonica Nazionale Rai z Turynu, NHK Symphony Orchestra z Tokio, Rosyjska Orkiestra Narodowa z Moskwy, a także Orkiestra Filharmonii Narodowej w Warszawie.
W 2021 zdobył drugą nagrodę (ex eaquo) w XVIII Międzynarodowym Konkursie Pianistycznym im. Fryderyka Chopina. Było to najwyższe miejsce pianisty z Japonii od czasu drugiego miejsca Mitsuko Uchidy w 1970. Przygotowania Sority do konkursu trwały kilka lat, m.in. z tego powodu wybrał Warszawę na miejsce studiów.
W 2018 założył mały zespół kameralny MLM double concerto. W 2019 został on rozszerzony do 17-osobowej orkiestry kameralnej o nazwie MLM National Orchestra, która w 2021 zmieniła nazwę na Japan National Orchestra. Jest to pierwsza japońska orkiestra, działająca jako spółka akcyjna. Sorita łączy w niej funkcje dyrektora zarządzającego oraz dyrygenta. Spółka z siedzibą w Nara jest również operatorem internetowego serwisu społecznościowego Solistiade, opartego na subskrypcji. Ma on być platformą łączącą melomanów i młodych muzyków.
Nagrywał płyty z wykonaniami muzyki Chopina, Liszta, Rachmaninowa i Prokofiewa. W 2019 założył też własną wytwórnię muzyczną NOVA Record.
Wydany w 2022 przez Narodowy Instytut Fryderyka Chopina dwupłytowy album Chopin. Koncert fortepianowy f-moll, Sonata b-moll, Ballada F-dur, Polonez F-dur z kompletem nagrań Kyōhei Sorita z XVIII Konkursu Chopinowskiego w lipcu 2024 uzyskał certyfikat złotej płyty za sprzedaż ponad 5 000 egzemplarzy.
1 stycznia 2023 poinformowano o małżeństwie Sority z Aimi Kobayashi, japońską laureatką XVIII Konkursu Chopinowskiego.